# Ен Пачет
Ен Пачет (енгл. Ann Patchett; Лос Анђелес, Калифорнија, 2. децембар 1963) је америчка књижевница. Добила је 2002. ПЕН/Фолкнерову награду и Женску награду за белетристику исте године, за свој роман Bel Canto (Бел Канто). Други Пачетови романи укључују The Patron Saint of Liars (Светац заштитник лажова) (1992), Taft (Тафт) (1994), The Magician's Assistant (Мађионичаров помоћник) (1997), Run (Бежи) (2007), State of Wonder (Стање чуда) (2011), Commonwealth (Комонвелт) (2016) и The Dutch House (Холандска кућа) (2019). Холандска кућа је била финалиста Пулицерове награде за фикцију 2020.

## Биографија
Ен Пачет је рођена 2. децембра 1963. у Лос Анђелесу у Калифорнији од оца Френка Пачета (капетан полиције Лос Анђелеса који је ухапсио Чарлса Менсона и Сирхана Сирхана  ) и мајке Џин Реј (медицинска сестра која је касније постала романописац).  Она је млађа од две ћерке. Њена мајка и отац су се развели када је била млада. Њена мајка се преудала, а када је Пачет имала шест година, породица се преселила у Нешвил у Тенесију.
Пачет је похађала Академију Светог Бернарда, приватну католичку школу за девојчице у Нешвилу у Тенесију коју воде сестре милосрднице.   Након дипломирања, похађала је Sarah Lawrence College.
Након колеџа, похађала је радионицу писаца у Ајови на Универзитету у Ајови, где је живела са мемоаристом и песникињом Луси Грили. Њихово време које су провеле као цимерке и њихово доживотно пријатељство било је тема њених мемоара Truth & Beauty (Истина и лепота) из 2004.
У раним двадесетим Пачет се удала; међутим, брак је трајао само око годину дана. 
У својим касним двадесетим, Пачет је добила стипендију за Fine Arts Work Center у Провинстаун, Масачусетс;  током свог боравка тамо, написала је свој први роман The Patron Saint of Liars (Светац заштитник лажова), који је објављен 1992.  
Године 2010. основала је књижару са Карен Хејс, Parnassus Books, у Нешвилу, Тенеси, која је отворена у новембру 2011.  Године 2016. Parnassus Books се проширио, додајући и књижару на точковима како би проширио домет књижаре у Нешвилу. 
Пачет тренутно живи у Нешвилу, у држави Тенеси, са супругом Карлом Ван Девендером.  То је Пачетов други брак. 

## Писање
Пачетов први објављени рад био је у The Paris Review, причи која се појавила пре него што је дипломирала на Колеџу Сара Лоренс. 
Девет година, Пачет је радила у часопису Seventeen,  где је писала првенствено нефикцију, и часопис је објавио један од сваких пет чланака које је написала. Она је прекинула везу са часописом након што се посвађала са уредником и узвикнула: "Никада више нећу отворити ваша врата!" 
Пачет је писала за бројне публикације, укључујући The New Yorker, The New York Times Magazine, The Washington Post, O, The Oprah Magazine, ELLE, GQ, Gourmet, и Vogue. Године 1992. Пачет је објавила The Patron Saint of Liars (Светац заштитник лажова).  По роману је снимљен телевизијски филм истог наслова 1998.  Њен други роман Taft (Тафт) освојио је Janet Heidinger Kafka Prize 1994.  Њен трећи роман,The Magician’s Assistant (Мађионичаров помоћник), објављен је 1997.  Године 2001, њен четврти роман Bel Canto (Бел Канто) је био њен пробој, поставши финалиста Националне награде круга критичара књиге и освојивши награду ПЕН/Фолкнер. 
Пријатељица књижевнице Луси Грили, Пачет је написала мемоаре о њиховој вези, Truth & Beauty: A Friendship (Истина и лепота: пријатељство). Пачетов роман, Run (Трчи),  објављен је у октобру 2007. What now? (Шта сад?), објављен у априлу 2008, је есеј заснован на уводном говору који је одржала у својој алма матер 2006. године.
Пачет је уредник издања 2006. антологијске серије Тhe Best American Short Stories (Најбоље америчке кратке приче).  Године 2011. објавила је State of Wonder, роман смештен у амазонску џунглу, који је ушао у ужи избор за женску награду за белетристику.  Године 2016. објавила је свој роман Commonwealth који је добио широко признање критике. Пачет је књигу назвала својим „аутобиографским првим романом“, објашњавајући: „Дивно у вези са објављивањем ове књиге у 52. години је то што знам да сам [већ] способна да радим из дубоке маште.“ 
Године 2019. Пачет је објавила своју прву књигу за децу, Lambslide,  и роман The Dutch House,  финалисту Пулицерове награде за фикцију 2020. године. 
У новембру 2021. објавила је These Precious Days (Ови драгоцени дани), збирку есеја коју описује као наставак књиге This Is the Story of a Happy Marriage (Ово је прича о срећном браку). These Precious Days су добили широко признање, а агрегатор рецензија Book Marks га је оценио као „равне“ на основу 25 рецензија.  Ен Пачет је 2023. године објавила роман под називом Tom Lake и био је рангиран као најпродаванији The New York Timesа.
Њено дело је преведено на више од 30 језика. 

## Награде и почасти

### За конкретне радове
- Nashville Banner Награда за писца године у Тенесију, 1994. [29]
- Janet Heidinger Kafka Prize (Тафт), 1994. [4]
- Финалиста награде Националног круга књижевних критичара (Бел Канто), 2001. [19]
- Награда ПЕН/Фолкнер (Бел Канто), 2002. [1]
- Женска награда за белетристику (Бел Канто), 2002. [2] [30]
- BookSense књига године (Бел Канто), 2003. [31]
- Ужи избор за Wellcome Trust Book Prize  (State of Wonder), 2011. [32]

### За корпус
- Гугенхајмова стипендија, 1995. (средина каријере). [33]
- 2012. године, Пачет је на листи Тиме 100 препозната као једна од најутицајнијих људи на свету од стране часописа Time. [34]
- Peggy V. Helmerich Distinguished Author Award (тело рада), 2014. [35]
- 2014 Kenyon Review награда за књижевно достигнуће [36]
- Америчка академија уметности и књижевности, 2017. [37]

## Објављени радови

### Новеле
- The Patron Saint of Liars (Светац заштитник лажова). Boston, MA: Houghton Mifflin, (1992)
- Taft (Тафт). Boston, MA: Houghton Mifflin. 1994; Поново штампано следеће године, New York, NY: Random House. (1995)
- The Magician's Assistant (Мађионичаров помоћник). New York: Harcourt Brace, (1997)
- Bel Canto (Бел Канто). New York: HarperCollins, (2001)
- Run (Бежи). New York: HarperLuxe. (2007)
- State of Wonder (Стање чуда). New York: Harper. (2011)
- Commonwealth (Комонвелт). New York, NY: Harper. (2016)
- The Dutch House (Холандска кућа). New York, NY: Harper, (2019) [38]
- Tom Lake. New York, NY: Harper. (2023) [39]

### Публицистичка дела
- Truth & Beauty: A Friendship. New York: Harper Collins, 2004
- What Now?. New York: Harper, 2008
- The Getaway Car: A Practical Memoir About Writing and Life. Byliner, Incorporated, 2011
- This is the Story of a Happy Marriage. New York, NY: Harper, 2013
- These Precious Days: Essays. New York: Harper Collins, 2021